# 第154師団 (日本軍)
第154師団（だいひゃくごじゅうよんしだん）は、大日本帝国陸軍の師団の一つ。
太平洋戦争の末期、1945年（昭和20年）1月20日に帝国陸海軍作戦計画大綱が策定された結果、本土決戦に備えるべく急造が決定した54個師団の一つであり、そのうちの第一次兵備として2月28日に編成が命じられた16個の沿岸配備師団の一つである。

## 師団概要
広島で編成、第57軍戦闘序列に編入された。

### 歴代師団長
- 毛利末広 中将：1945年（昭和20年）3月31日 - 7月16日[1]
- （心得）二見秋三郎 少将：1945年（昭和20年）7月16日 - 終戦[1]

### 参謀長
- 宮原健雄 大佐：1945年（昭和20年）3月31日 - 終戦[2]

### 最終所属部隊
- 歩兵第445連隊（鳥取）：堀龍市大佐
- 歩兵第446連隊（鳥取）：瀬野赳大佐
- 歩兵第447連隊（岡山）：佐々木高一中佐
- 歩兵第448連隊（岡山）：永松亨一中佐
- 第154師団砲兵隊
- 第154師団速射砲隊
- 第154師団輜重隊
- 第154師団通信隊
- 第154師団兵器勤務隊
- 第154師団野戦病院